# Верхососенское сельское поселение (Орловская область)
Верхососенское сельское поселение — муниципальное образование в Покровском районе Орловской области России.
Создано в 2004 году в границах одноимённого сельсовета. Административный центр — село Верхососенье Первая Середина.

## География
Расположено в южной части Покровского района.

## Население
| 2010 | 2012 | 2013 | 2014 | 2015 | 2016 | 2017 |
| ---- | ---- | ---- | ---- | ---- | ---- | ---- |
| 466  | ↘452 | ↘438 | ↘427 | ↘426 | ↘417 | ↘403 |
| 2018 | 2019 | 2020 | 2021 | 2023 |      |      |
| ↘395 | ↘387 | ↘379 | ↗415 | ↘402 |      |      |

## Населённые пункты
В состав сельского поселения (сельсовета) входят 11 населённых пунктов:
| №  | Населённый пункт             | Тип     | Население (чел.) |
| -- | ---------------------------- | ------- | ---------------- |
| 1  | Верхососенье Вторая Середина | деревня | 33               |
| 2  | Верхососенье Вторая Часть    | деревня | 7                |
| 3  | Верхососенье Первая Середина | село    | ↘166             |
| 4  | Верхососенье Первая Часть    | деревня | 8                |
| 5  | Верхососенье Центральное     | деревня | 49               |
| 6  | Голубец                      | посёлок | 0                |
| 7  | Дрогайцево                   | деревня | 39               |
| 8  | Дюковская                    | деревня | ↘97              |
| 9  | Переведеновка                | деревня | 35               |
| 10 | Пятинская                    | деревня | 25               |
| 11 | Роща                         | посёлок | 7                |

## Достопримечательности
Святой источник «Каменец» в честь Пресвятой Богородицы «Всех скорбящих радость».
Церковь Богоявления Господня в селе Верхососенье (XIX век).